# Šanta hroznovitá
Šanta hroznovitá (Nepeta racemosa) je středně vysoká, modrofialově kvetoucí vytrvalá květina, druh ze širokého rodu šanta, která bývá používána v okrasném zahradnictví. Pochází ze suchých, horských, travnatých strání z Malé Asie, Kavkazu i severních pohoří Íránu a v Evropě i Severní Americe začala být používána jako okrasná rostlina. Při pěstování zplaňuje a dostává se do místní volné přírody.

## Ekologie
Nejlépe roste na plném slunci na průměrně suché a dobře propustné půdě. Ve své domovině se vyskytuje na kamenitých loukách a svažnatých terénech až do nadmořské výšky okolo 2000 m. Objevuje se i poblíž lidských sídel a zahrad, v opuštěných lomech a pískovnách, na skládkách i smetištích. Je obvykle dobře mrazuvzdorná.
Rostliny raší poměrně brzy, v únoru neb březnu a kvetou od května do srpna. Opylovány jsou převážně motýly.

## Popis
Vytrvalá, na bázi dřevnatějící rostlina s vícerými, 15 až 40 cm vysokými lodyhami porostlými měkkými, šedými chlupy. Tenké lodyhy, rostoucí z hustých, polokulovitých trsů, jsou poléhavé až vystoupavé, mívají 10 až 15 internodií a na průřezu jsou oblé a slabě hranaté. Porostlé jsou našedlými, vstřícnými, krátce řapíkatými listy, jež dosahují délky 2 až 3 cm a šířky 2 až 2,5 cm. Listové čepele s výraznou žilnatinou jsou okrouhle vejčité, u báze srdčité a po obvodě vroubkované a oboustranně pýřité; po rozemnutí jsou velmi aromatické.
Modré, voňavé oboupohlavné květy s kratičkými stopkami a listeny podobnými listům vytvářejí 3 až 15 cm dlouhá květenství. Jsou to 5 až 8květé, jednostranné, válcovité lichoklasy. Souměrný, pýřitý kalich je 6 mm dlouhý, má zakřivenou trubku a horní lístky delší a širší než spodní. Dvoupyská, modrá, nálevkovitá koruna s tmavšími skvrnami bývá dlouhá asi 12 mm, horní dvoulaločný pysk má plochý a spodní trojlaločný miskovité klenutý. Prašníky na dlouhých nitkách ční z koruny. Ploidie druhu je 2n = 18. Plodem je černohnědá, široce elipsoidní, asi 2 mm dlouhá bradavčitá tvrdka. Rostliny se mohou rozmnožovat semeny, řízkováním nebo dělením trsů.

## Význam
Tyto trvalky bývají v zahradní krajinářské tvorbě používány hlavně do skupin a trvalkových záhonů. Jsou vhodné hlavně pro suché a městské prostředí, spolehlivě se jim daří na vhodném stanovišti i ve veřejné zeleni, protože jsou nenáročné na kvalitu půdy i celoroční ošetřování. Lze ji pěstovat i v nádobách a mobilní zeleni.
Pro rozšíření možnosti harmonických barevných kombinací byly vyšlechtěny kultivary s odlišně zbarvenými květy. Jsou to např. fialově modrý 'Blauknirps', levandulově modrý 'Superba', velkokvětý modrý 'Blue Wonder' nebo s bílými květy 'Snowflacke'.
Ze šanty hroznovité je také vyšlechtěn hodně používaný, neplodný kříženec šanta zkřížená (Nepeta ×faassenii), cenná trvalka kvetoucí dvakrát ročně.

## Pěstování
Je velmi nenáročná. Preferuje spíše plné slunce, ale snáší polostín. Půda by měla být propustná, přiměřeně vlhká, ale snáší dobře přísušky. Ideální je neutrální nebo zásaditá, i vápenitá půda. Není vhodná vyšší vlhkost půdy (mokro, zamokřená půda) během zimy. Půda může být kyselá, neutrální nebo alkalická, s obsahem vápníku, i kamenitá nebo jílovitá. Než doroste do optimální velikosti trsu, trvá i 2-5 let.
Rostliny se mohou rozmnožovat semeny, řízkováním bylinnými řízky nebo dělením trsů. Je popisováno, že může být poškozována slimáky a padlím. Květiny jsou během květu atraktivní pro motýly.
Při přípravě na zazimování zahrady lze suché trsy smolničky sestřihnout, ale nezbytnost takové úpravy závisí na kompozici zahrady. V přírodní zahradě mohou být přirozeně i během chladné poloviny roku ojíněnou zimní dekorací.

## Galerie

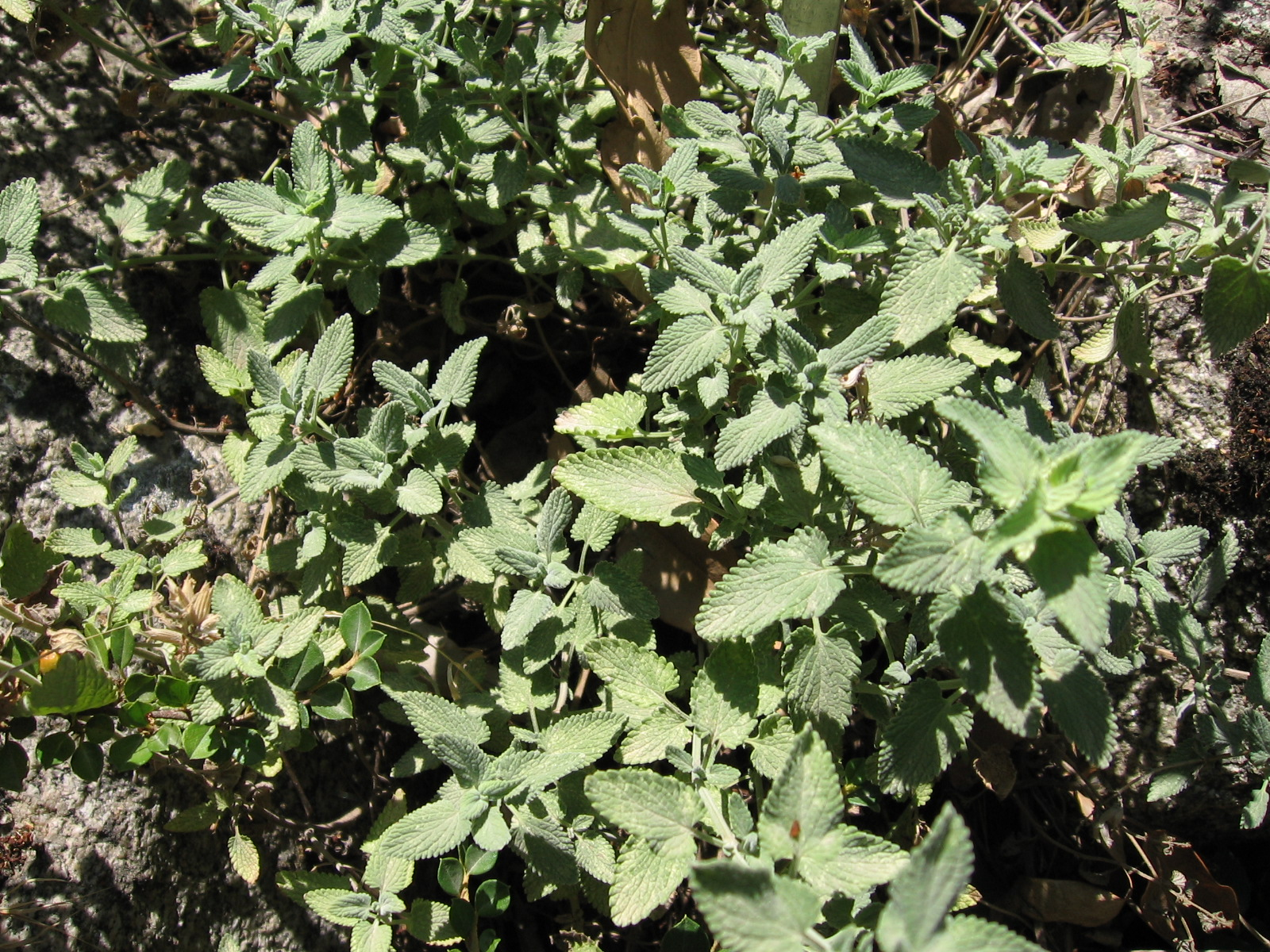
Šedě pýřité listy
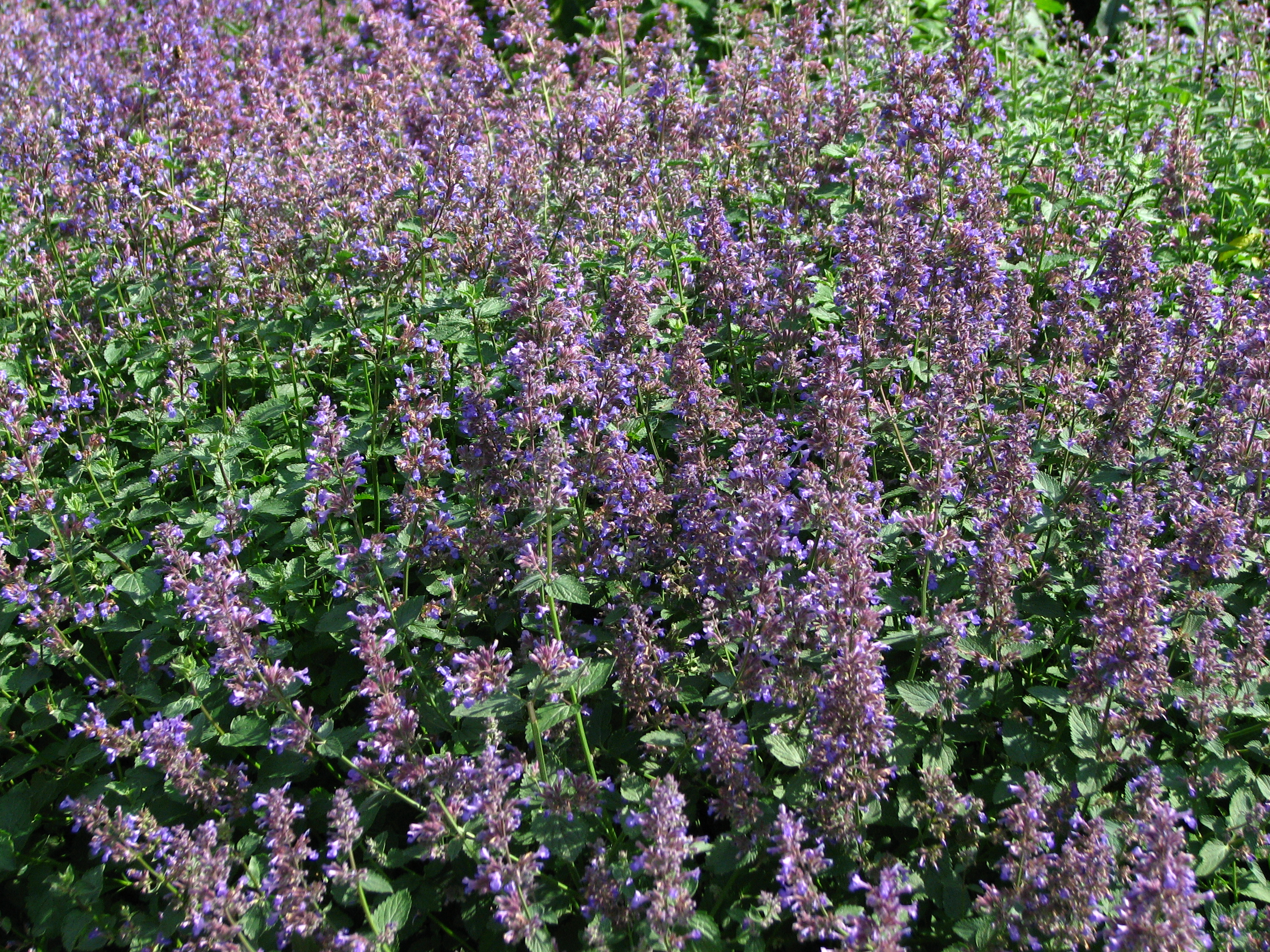
Rozkvetlý záhon
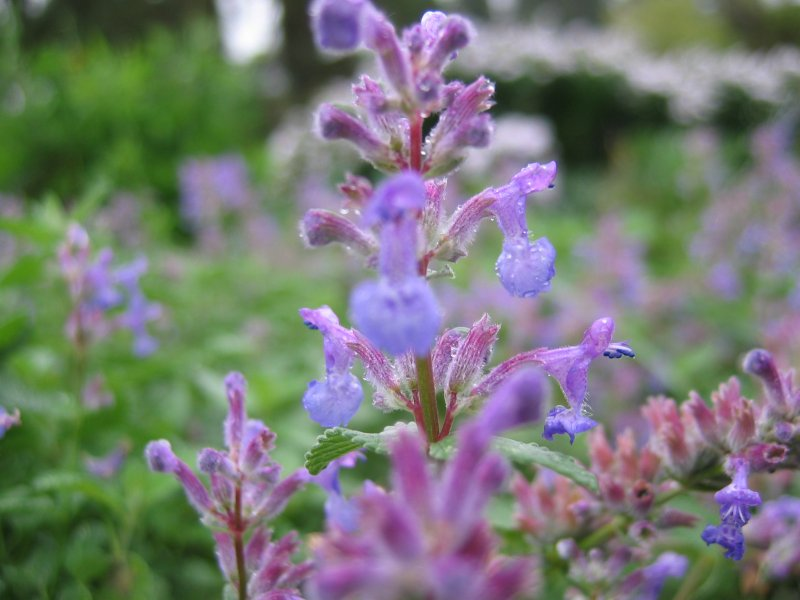
Květenství
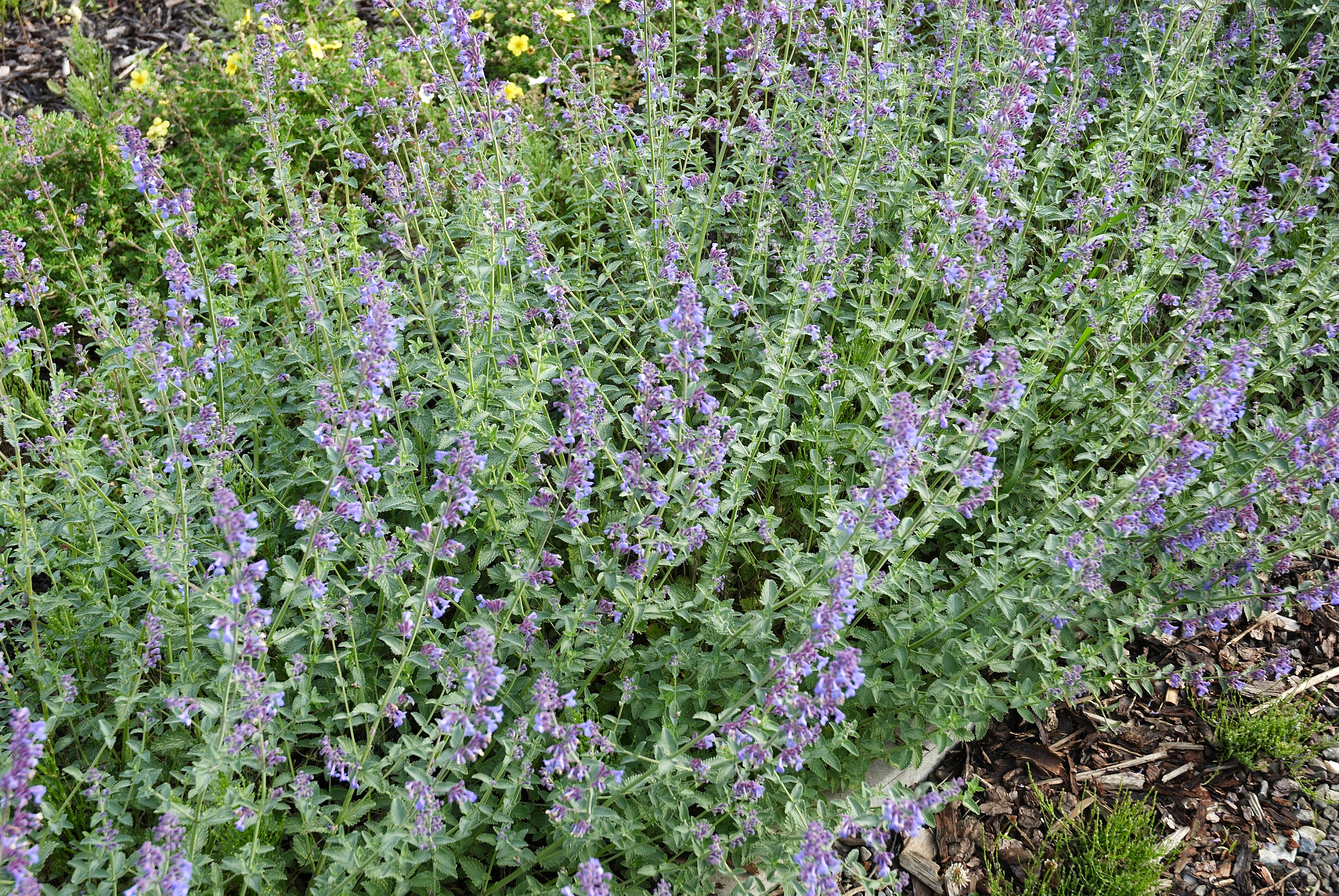
Kříženec Nepeta x faassenii (pro srovnání)